# Christian Tangø
Christian Tangø også kendt som "Chris Tango" (født 1959 i Svendborg) er en dansk journalist, forfatter og kunstner, tidligere bosat i Berlin. Fra 2018 igen bosat i Danmark. Christian Tangø har beskæftiget sig med musik siden barndommen og maleri siden 1991. Derudover har han kastet sig over performancekunst og popkunst siden 1999, dog med hovedvægt på billedkunst. Han har arbejdet med den amerikanske musiker Eric Vaughn i forbindelse med "Jazz i Berlin" 2016.
Han har markeret 2023 - 2024 markeret sig som debattør, bla. a. på mediet POV-international, som han skriver fast for. I 2024 har Tangø udsendt to bøger, "Provokationskunst - tabuoverskridelser i billedkunsten" samt "Mærkelige fænomener - kunst som værk, begreb og form". 
Christian Tangø arbejder med sammenhængen mellem medier og kunst, herunder kunstens brug af medier og kunsten som medie i sig selv. Med udstillinger som Sådan bliver du kunstner (Holte Hovedbibliotek) og demonstration mod Kunstnernes Sommerudstilling har han kommenteret samtidskunstens konceptualitet, og samtidigt brugt konceptualiteten som performativt koncept. "Anti-konceptuel konceptualist" har kunstkritikeren Tom Jørgensen kaldt ham.